# Retablo de Nuestra Señora de los Remedios (Catedral de San Cristóbal de La Laguna)
El Retablo de Nuestra Señora de los Remedios es un retablo barroco situado en la Catedral de San Cristóbal de La Laguna en la ciudad homónima de la isla de Tenerife (España). Se trata del retablo de mayores dimensiones del archipiélago canario y es obra del carpintero Antonio Francisco de Orta y dorado por el pintor Jerónimo Príncipe Navarrete. 

## Historia y descripción
Este fue el retablo mayor del antiguo templo de la catedral, actualmente se encuentra en la Capilla de Nuestra Señora de los Remedios en el transepto catedralicio.
El retablo contiene un conjunto de siete tablas que están atribuidas a Hendrick van Balen, maestro de Anton van Dyck, y que según hipótesis del conservador de pintura flamenca del Museo del Prado, Matías Díaz Padrón, dichas tablas pertenecían al antiguo Retablo de Mazuelos. Dicho retablo fue encargado a Flandes por Pedro Alfonso Mazuelos en 1597. Es por esta razón, que en ocasiones el Retablo de Nuestra Señora de los Remedios se lo denomina "Retablo de Mazuelos" a pesar de no corresponder a este. Estas pinturas representan diferentes escenas de la vida de Jesús y de la Virgen María.
El antiguo Retablo de Mazuelos fue contempado y descrito por el historiador Juan Núñez de la Peña a mediados del siglo XVII con estas palabras:
«...El retablo de la Capilla Mayor es pintura hecha en el Norte y en tabla, con los misterios de la Encarnación, hasta la subida a los cielos, cada cuadro de él está valorado por inminentes pintores en cuatrocientos ducados cada uno, y otros lo han puesto en más, es de lo mejor de España, en el está colocada la imagen de Nuestra Señora de los Remedios, es de tamaño natural y hermosísima...»
La estructura del actual Retablo de Los Remedios presenta una forma ochatada y contiene varias columnas salomónicas dotadas de especial plasticidad por su talla vegetal crespa y calada con frondosas ﬂores. Entre los detalles florísticos tallados en el retablo destaca la llamada en Andalucía "hoja de cardo", forma vegetal rizada de ascendencia castellana, introducida en Sevilla y que también son una novedad en el arte retablístico canario.
En la parte central se encuentra la hornacina que contiene la imagen de Nuestra Señora de los Remedios, Patrona de la ciudad de La Laguna, de la isla de Tenerife, de la Diócesis Nivariense y advocación mariana a la cual está consagrada la catedral. Se trata de una talla del siglo XVI revestida con suntuosos mantos y joyas, está colocada en un trono de baldaquino de plata con un sol de ráfagas del mismo material y a sus pies una media luna dorada. En las esquinas en la parte inferior de la base de la hornacina hay dos esculturas de ángeles en actitud de sostener el marco de la misma.
El Retablo de Los Remedios es una de las obras de arte arquitectónico-artístico más importantes de la Catedral de La Laguna, junto al púlpito del templo.

## Galería de imágenes

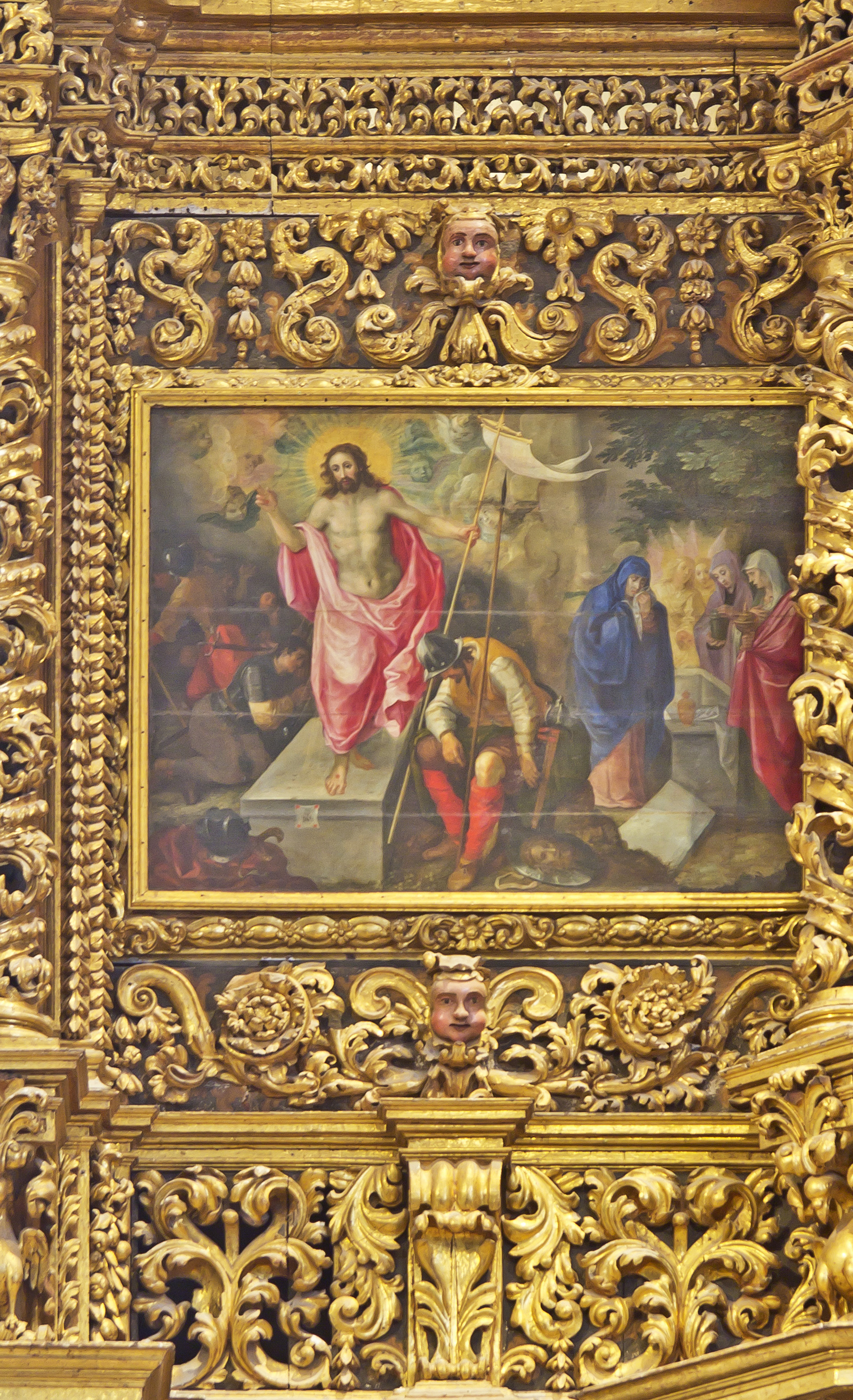
Resurrección y las tres Marías en el sepulcro.
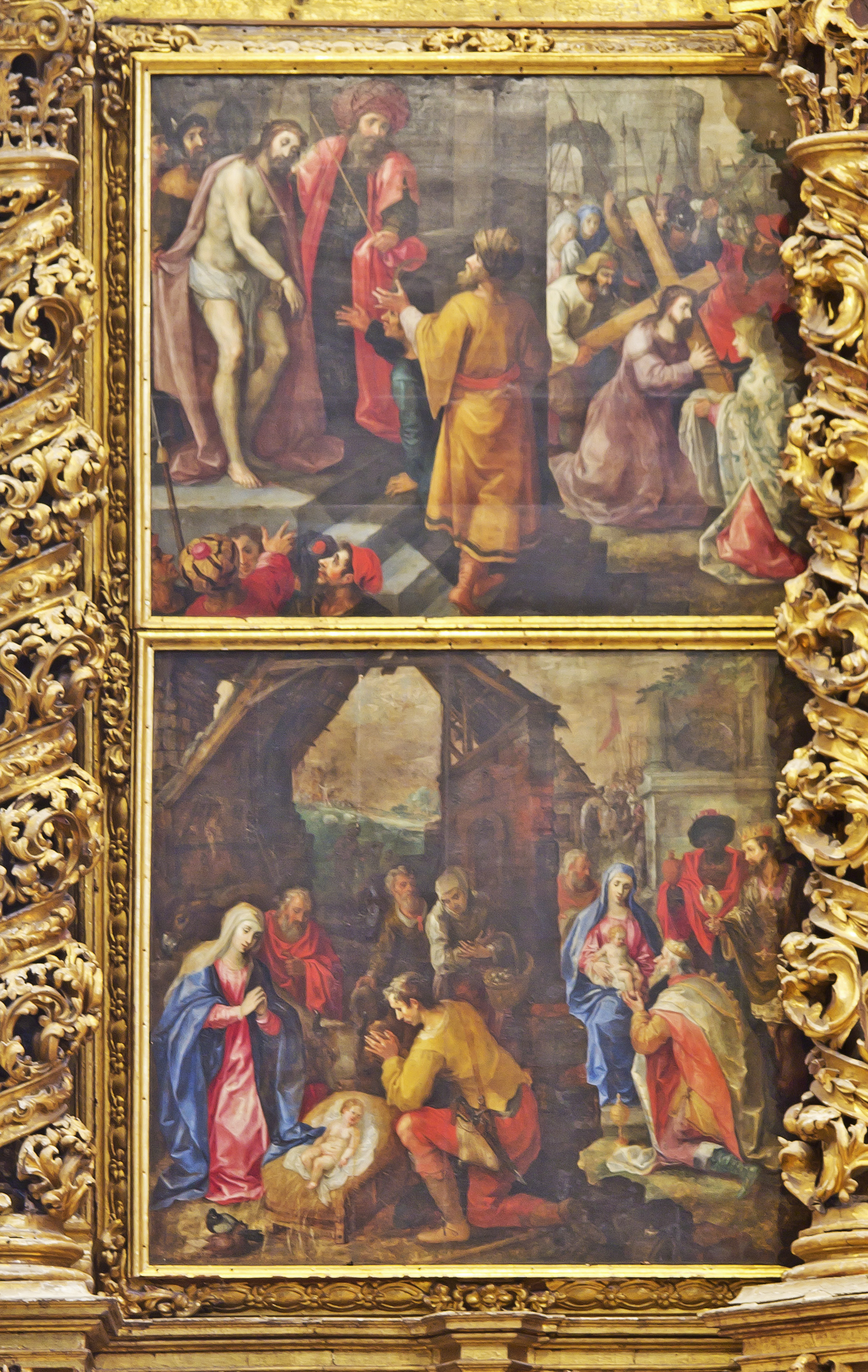
Ecce Homo y encuentro con la Verónica, El Camino al Calvario y la Adoración de los Pastores y de los Reyes.
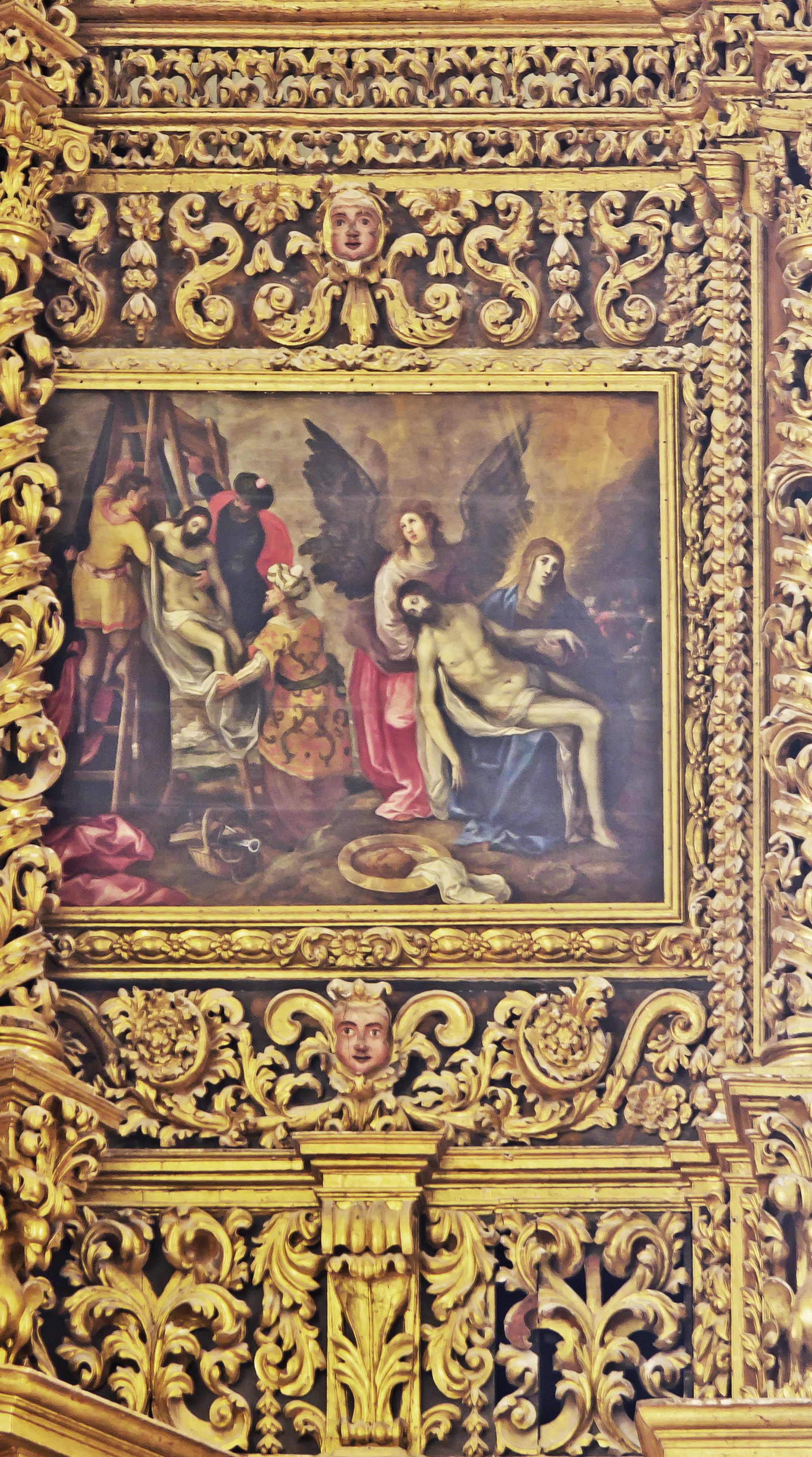
Descendimiento y Piedad.
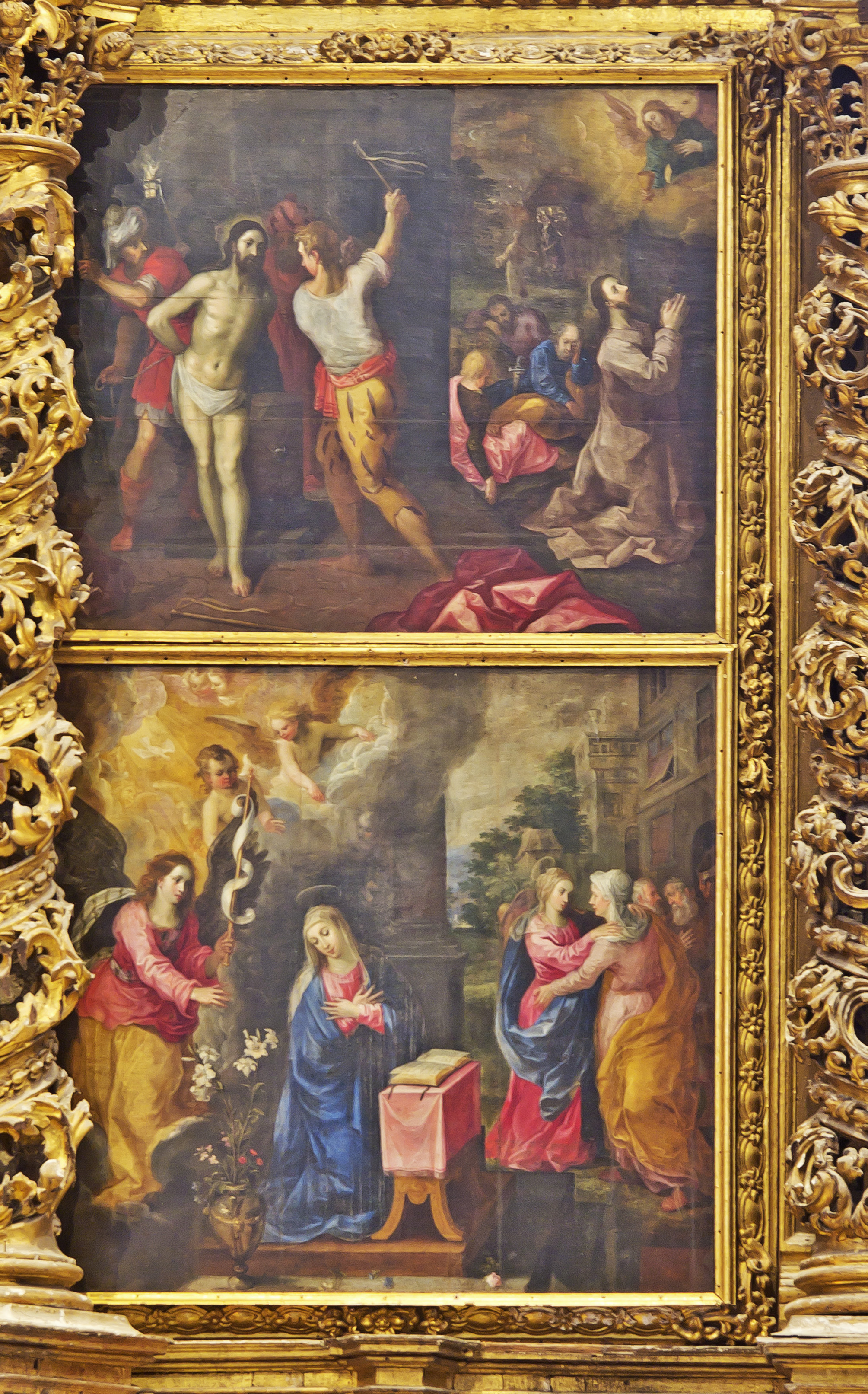
Flagelación y Oración en el Huerto, Anunciación y Visitación.
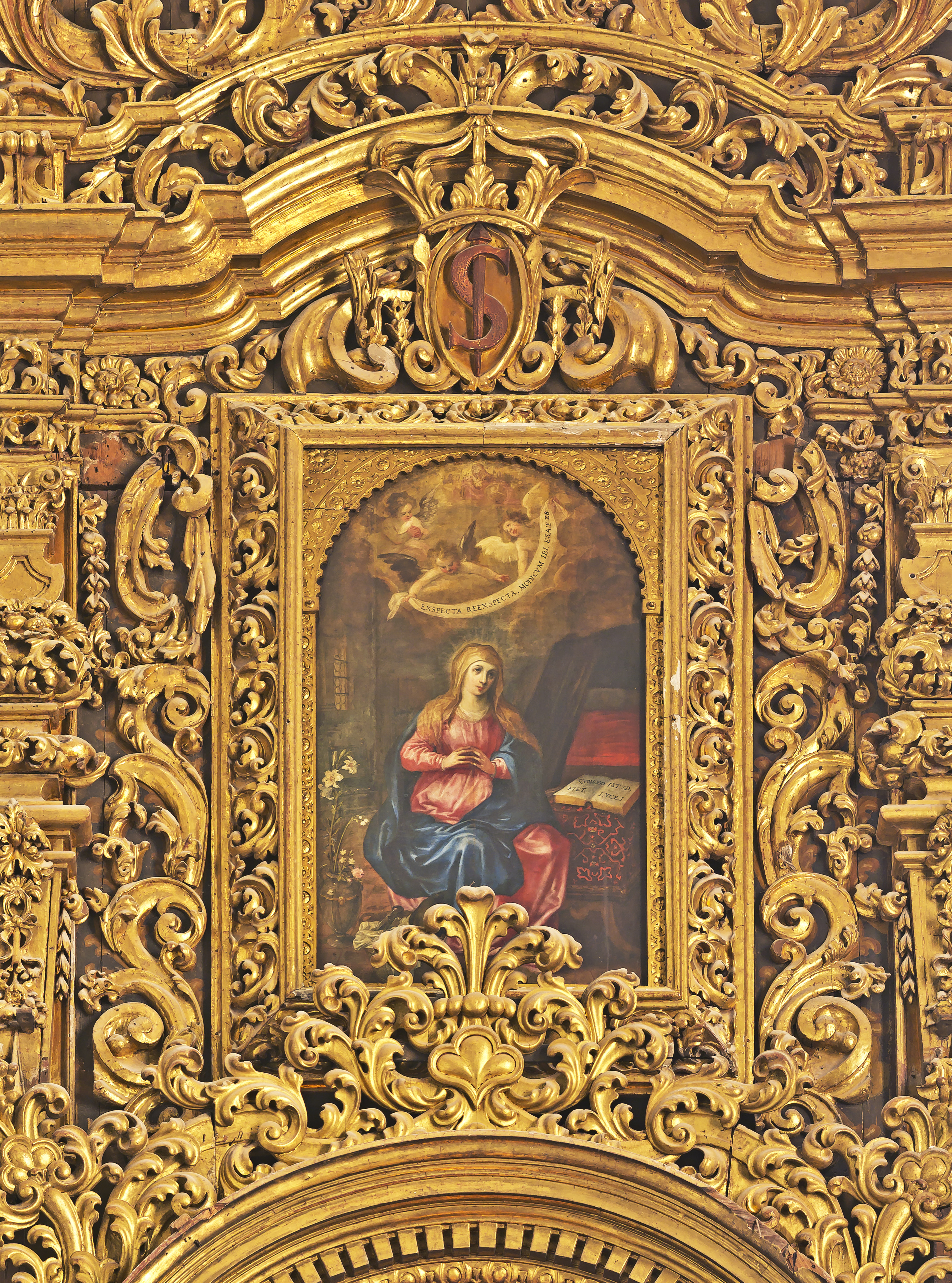
Nuestra Señora de la Expectación